# Jade Taylor
Jade Taylor is een personage uit de Amerikaanse soap As the World Turns. Ze werd van 2006 tot en met 2007 gespeeld door Elena Goode. Eind 2008 (in de U.S.) zal Jade Taylor  terugkomen. Ze zal gespeeld worden door Davida Williams.